# Katrina Scott
Katrina Scott (ur. 11 czerwca 2004) – amerykańska tenisistka.

## Kariera tenisowa
10 października 2022 zajmowała najwyższe miejsce w rankingu singlowym WTA Tour – 149. pozycję, natomiast 29 lipca 2024 osiągnęła najwyższą lokatę w deblu – 571. miejsce.
W 2020 roku podczas US Open zadebiutowała w zawodach wielkoszlemowych w grze pojedynczej. Dotarła wówczas do drugiej rundy, w której przegrała z Amandą Anisimovą.
Na swoim koncie ma wygrane cztery turnieje singlowe rangi ITF.

## Wygrane turnieje rangi ITF
| turnieje z pulą nagród 100 000 $ (W100) |
| turnieje z pulą nagród 80 000 $ (W80)   |
| turnieje z pulą nagród 60 000 $ (W75)   |
| turnieje z pulą nagród 40 000 $ (W50)   |
| turnieje z pulą nagród 25 000 $ (W35)   |
| turnieje z pulą nagród 15 000 $ (W15)   |

### Gra pojedyncza
|    | Data       | Turniej       | Naw.    | Przeciwniczka    | Wynik          |
| 1. | 08/05/2022 | Daytona Beach | Ceglana | Reese Brantmeier | 6:2, 6:4       |
| 2. | 03/07/2022 | Columbus      | Twarda  | Peyton Stearns   | 7:5, 6:3       |
| 3. | 31/07/2022 | Dallas        | Twarda  | Elvina Kalieva   | 6:1, 6:0       |
| 4. | 07/04/2024 | Jackson       | Ceglana | Jamie Loeb       | 7:6(9), 7:6(6) |